# Arabatnäset

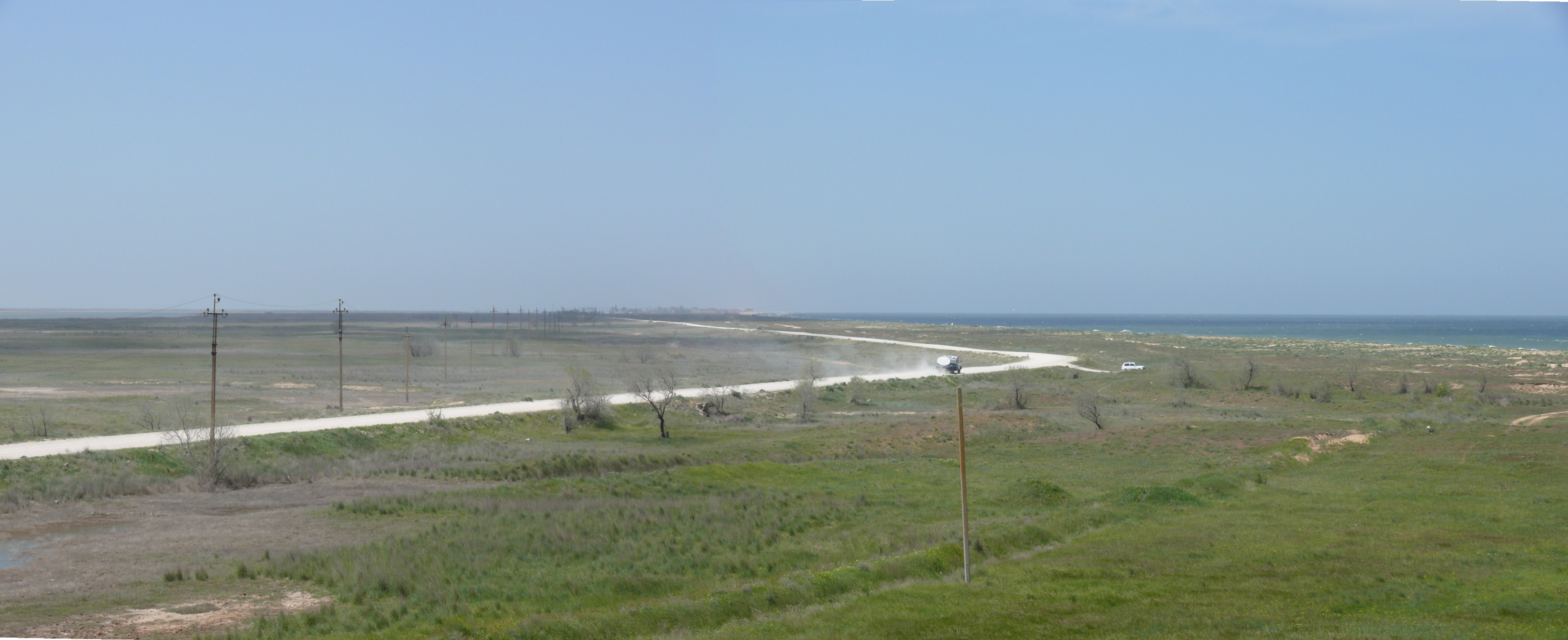
Södra delen av Arabatnäset.

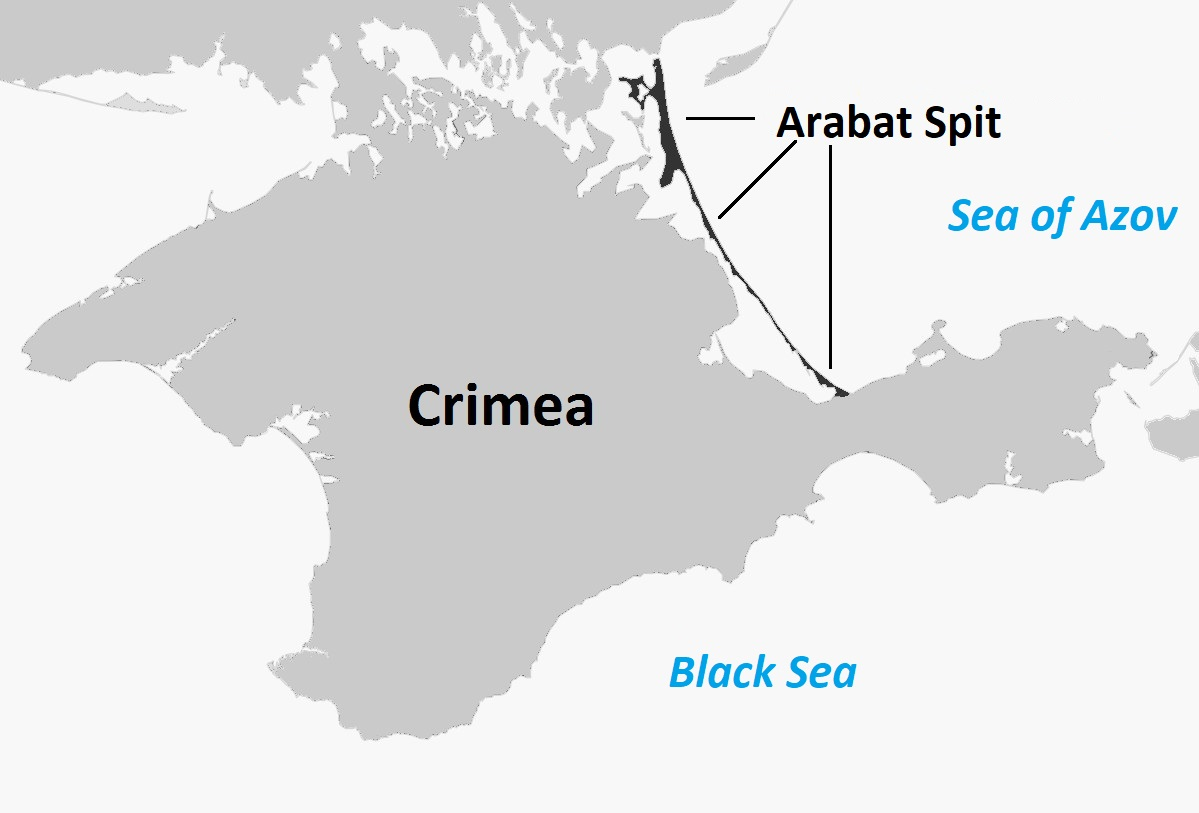
Karta över Krim med Arabatnäset (Arabat Spit) till höger.

Arabatnäset är ett näs, eller egentligen långsmal halvö, på Krimhalvöns östra sida, som sträcker sig från Kertjnäset i söder till Henitjesksundet i norr och därmed avgränsar kustområdet Syvasj från övriga Azovska sjön. Arabatnäset är 113 km långt och har en medelbredd på knappt 8 km.
Sitt namn har den fått efter det fort som osmanerna byggde på 1600-talet vid landtungans södra ände.
Landtungan hör i söder till den Autonoma republiken Krim och i norr till Cherson oblast.